# Sliding Doors
Sliding Doors är en amerikansk-brittisk romantisk dramafilm från 1998 i regi och manus av Peter Howitt. I huvudrollerna ses Gwyneth Paltrow, John Hannah och John Lynch.

## Handling
Filmen beskriver två möjliga händelseförlopp beroende på om huvudpersonen, spelad av Gwyneth Paltrow, hinner med eller missar sitt tunnelbanetåg. Filmen behandlar det filosofiska temat parallellism.

## Om filmen
Sliding Doors är skådespelaren Peter Howitts debut som manusförfattare och filmregissör. Han fick idén efter att ha varit nära att bli överkörd på en gata i centrala London. Howitt spelar också en biroll i filmen. Intrigen har likheter med filmen Ödets nyck från 1987 av Krzysztof Kieślowski, vilken visar tre möjliga scenarion när huvudpersonen springer för att hinna med ett tåg.
I Sverige hade Sliding Doors premiär den 10 juli 1998. Filmen har visats i SVT, TV4 och på SVT Play.

## Rollista (urval)
- Gwyneth Paltrow – Helen Quilley
- John Hannah – James Hammerton
- John Lynch – Gerry
- Jeanne Tripplehorn – Lydia
- Zara Turner – Anna
- Douglas McFerran – Russell
- Paul Brightwell – Clive
- Nina Young – Claudia
- Virginia McKenna – James mamma
- Kevin McNally – Paul